# Aphnaeus avriko
Aphnaeus avriko är en fjärilsart som beskrevs av Karsch 1893. Aphnaeus avriko ingår i släktet Aphnaeus och familjen juvelvingar. Inga underarter finns listade i Catalogue of Life.